# Aigamòrta
Aiga Mòrta de las Gravas (en francès Ayguemorte-les-Graves) és un municipi francès situat al departament de la Gironda i a la regió de la Nova Aquitània.
A l'edat mitjana pertanyia a la jurisdicció del castell de L'Isla Sent Jòrgi.

## Demografia
| 1962                                       | 1968 | 1975 | 1982 | 1990 | 1999 | 2007 |
| ------------------------------------------ | ---- | ---- | ---- | ---- | ---- | ---- |
| 300                                        | 364  | 434  | 595  | 696  | 902  | 974  |
| Des de 1962: població sense dobles comptes |      |      |      |      |      |      |

## Administració
| Període | Identitat             | Partit |
| ------- | --------------------- | ------ |
| 2001-   | Jean-Paul Sourrouille |        |